# Latin NCAP
| Puesto según cantidad de ventas de vehículos en 2017 | País           | Número estimado de muertes viales cada 100.000 habitantes, 2018 |
| ---------------------------------------------------- | -------------- | --------------------------------------------------------------- |
| 1                                                    | China          | 18.2                                                            |
| 2                                                    | Estados Unidos | 12.4                                                            |
| 3                                                    | Japón          | 4.1                                                             |
| 4                                                    | India          | 22.6                                                            |
| 5                                                    | Alemania       | 4.1                                                             |
| 6                                                    | Reino Unido    | 3.1                                                             |
| 7                                                    | Francia        | 5.5                                                             |
| 8                                                    | Brasil         | 19.7                                                            |
| 9                                                    | Italia         | 5.6                                                             |
| 10                                                   | Canadá         | 5.8                                                             |

Logo

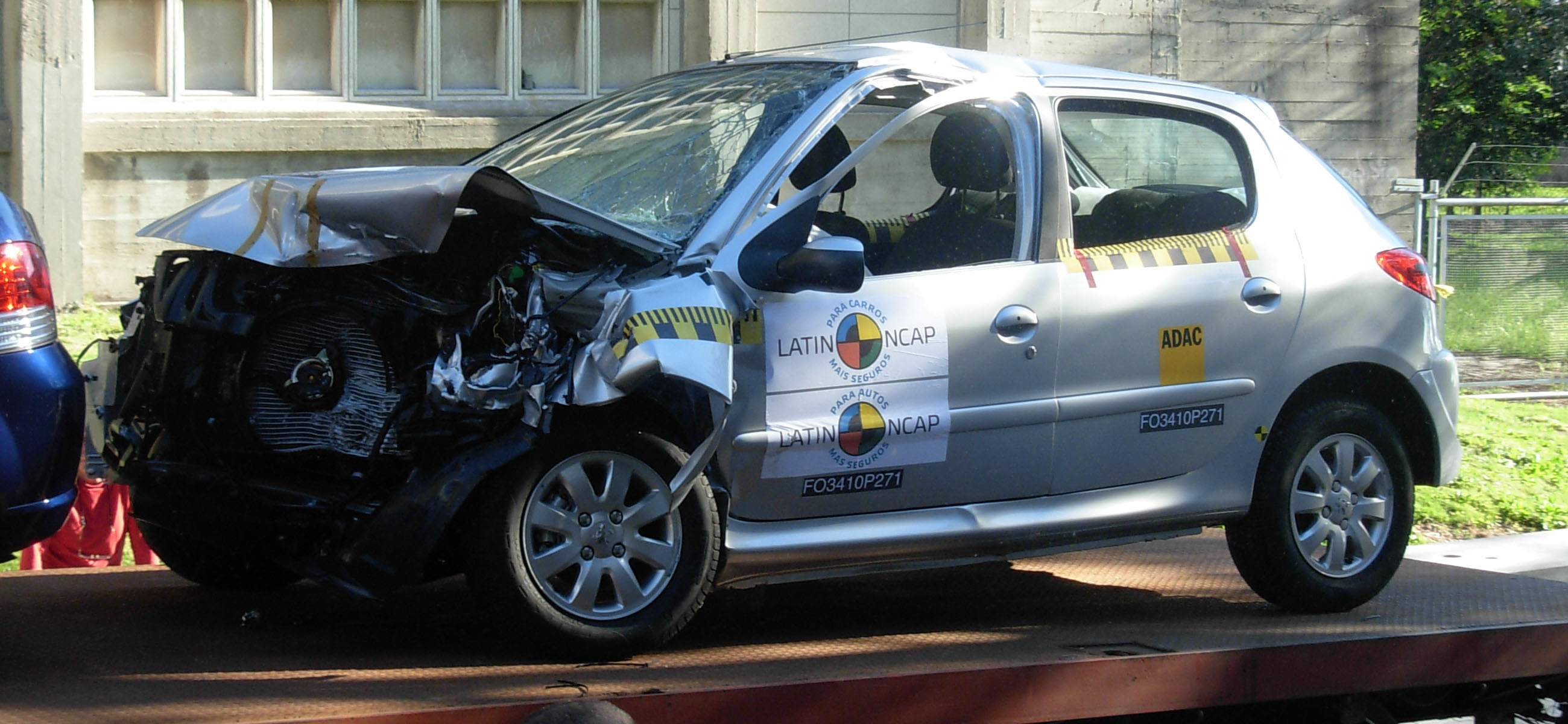
Un Peugeot 207 Compact en una prueba de impacto frontal de Latin NCAP en las instalaciones de Ingeniería de la Universidad de la República en Montevideo, Uruguay.

El Programa de Evaluación de Vehículos Nuevos para América Latina y el Caribe (Latin NCAP) es un programa de seguridad para automóviles creado en 2010. La iniciativa tiene apoyo del Banco Interamericano de Desarrollo (B.I.D.), siguiendo el programa Euro NCAP y otros esquemas alrededor del mundo. Su objetivo es probar la seguridad activa y pasiva de nuevos automóviles vendidos en América Latina y el Caribe.
Los miembros fundadores fueron:
- Automóvil Club Boliviano
- Automóvil Club de Chile
- Automóvil Club de Colombia
- Automóvil Club de Costa Rica
- Automóvil Club del Uruguay
- Consumidores Argentinos
- Federación Iberoamericana de Asociaciones de Víctimas contra la Violencia Vial (FICVI)
- FIA Región IV
- Fundación Gonzalo Rodríguez
- Fundación MAPFRE
- International Consumer Research & Testing (ICRT)
- ODECU
- PROTESTE

## Pruebas
Una prueba completa tarda unas dos semanas.

## Protocolos
Los resultados se agrupan en 5 protocolos principales, incrementándose las exigencias:
- 2010-2015
- 2016-2019
- 2020-2025 (similar a Euro NCAP 2014)[5][6]
- 2026-2029 (basado en Euro NCAP 2019)[7][8]
- 2030+

## Etiquetado obligatorio
Desde 2020, es obligatorio mostrar una etiqueta de seguridad con todas la unidades de exposición en Malasia. La información impresa no indica la presencia de sistema antibloqueo de ruedas, control de estabilidad, sistema de control de la presión de los neumáticos, hill-holder, asistente de velocidad inteligente, eCall de choque, eCall de presencia, advertencia de alcoholemia, fatiga o distracción y technología anti-robo y ausencia de keyless como ventajas. Parece que los NCAPs menos estrictos que el local o que no penalizan la inflamabilidad, toxicidad del incendio, toxicidad del ciclo de vida, verdadero impacto climático, impacto acuífero, impacto laboral y sobre la población, impacto sobre la biodiversidad, baja ciberseguridad o a los vehículos pesados o enemigos de los peatones no están prohibidos.

## Críticas
- A pesar de ser cada vez más estricto, aún no alcanzó los últimos requisitos de Euro NCAP.[10] Ahora se asemeja mucho al Euro NCAP 2014 (a veces mejor).[5]
- A diferencia de Euro NCAP, no hay evaluaciones de vehículos profesionales.